# Thrissops
Thrissops is een geslacht van uitgestorven straalvinnige beenvissen die leefden in het Jura en Krijt. De wetenschappelijke naam van het geslacht werd in 1833 voorgesteld door Louis Agassiz.

## Kenmerken
Soorten uit dit geslacht waren middelgrote (halve meter), gestroomlijnde roofvissen. De sterk gevorkte staart was verdeeld in twee gelijke lobben. De buikvinnen waren klein. De aarsvin vormde een vinzoom. De schedel was kort en lang, met talrijke scherpe tanden.

## Verwantschap
Thrissops is de mogelijke voorouder van de beentongvisachtigen (Osteoglossomorpha), een groep moderne zoetwatervissen. Deze vissen hebben hun naam te danken aan hun krachtige tong met tandplaten. 

## Leefwijze
Deze vissen jaagden in de warme, ondiepe zeeën van het Laat-Mesozoicum (140 miljoen jaar geleden) op andere beenvissen die tussen de tong en tanden op het verhemelte werden vastgehouden en vermorzeld.

## Vondsten
Vondsten zijn gedaan in Europa (Engeland, Duitsland, en Frankrijk).

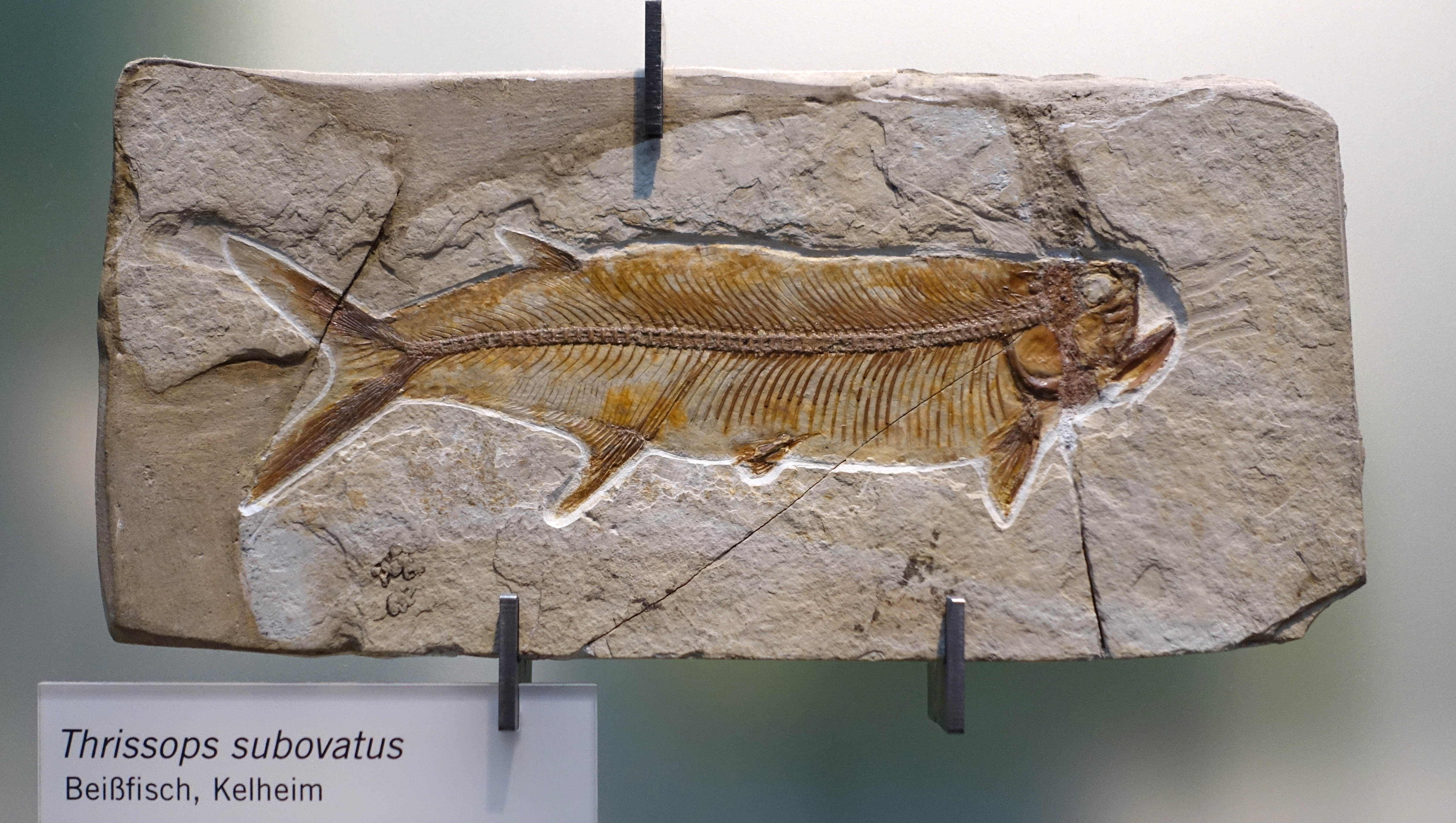
Afdruk van Thrissops subovatus in het Museum für Naturkunde, Berlijn

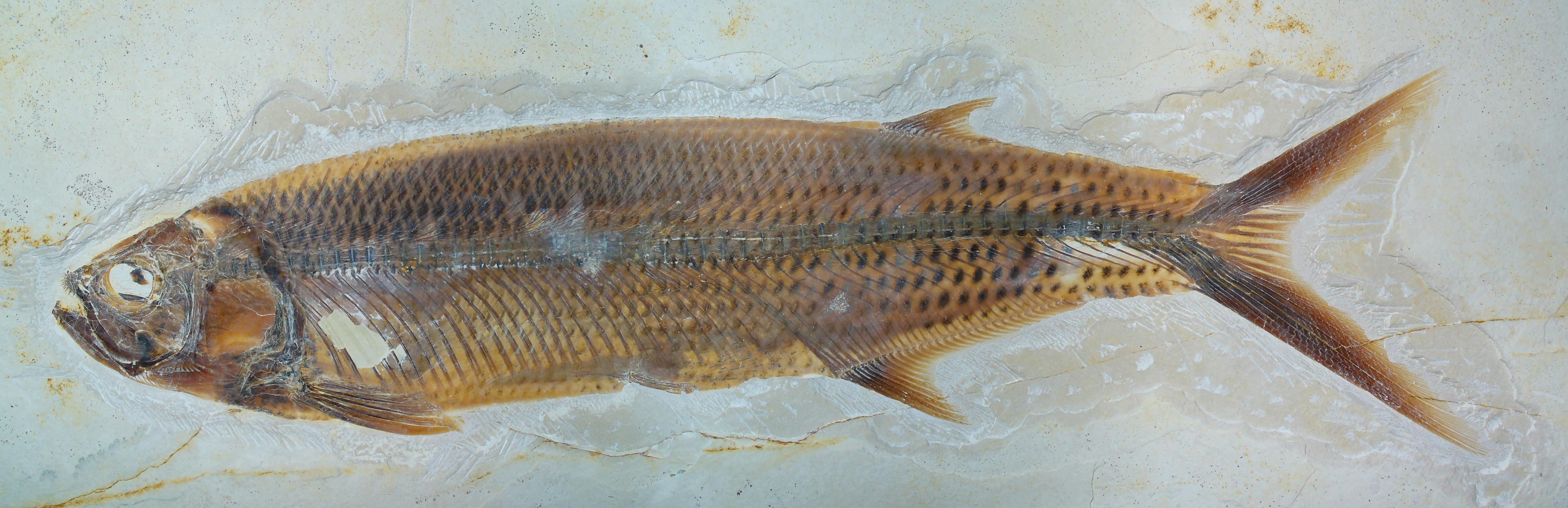
Afdruk van Thrissops formosus in het Jura-Museum Eichstätt